# 목포국제축구센터 보조경기장
목포국제축구센터 보조경기장(木浦國際蹴球센터補助競技場, Mokpo International Football Center Auxiliary Stadium)은 대한민국 전라남도 목포시에 있는 스포츠 시설이다. 목포국제축구센터 내에 조성된 축구 경기장이다.

## 참고 문헌
- 《전국 공공체육 시설 현황 (2017년말 기준)》. 대한민국 문화체육관광부. 2019.

## 같이 보기
- 목포국제축구센터